# Весёлая Роща (Башкортостан)
Весёлая Ро́ща (баш. Весёлая Роща) — деревня в Белебеевском районе Башкортостана, относится к Малиновскому сельсовету.

## География
Расстояние до:
- районного центра (Белебей): 8 км,
- центра сельсовета (Малиновка): 9 км,
- ближайшей ж/д станции (Аксаково): 14 км.

## История
Название происходит от назв. местности Весёлая Роща .

## Население
| 2002 | 2009 | 2010 |
| ---- | ---- | ---- |
| 48   | ↗77  | ↘73  |

Национальный состав
Согласно переписи 2002 года, преобладающая национальность — русские (54 %).